# Manuel Aguilar Chacón

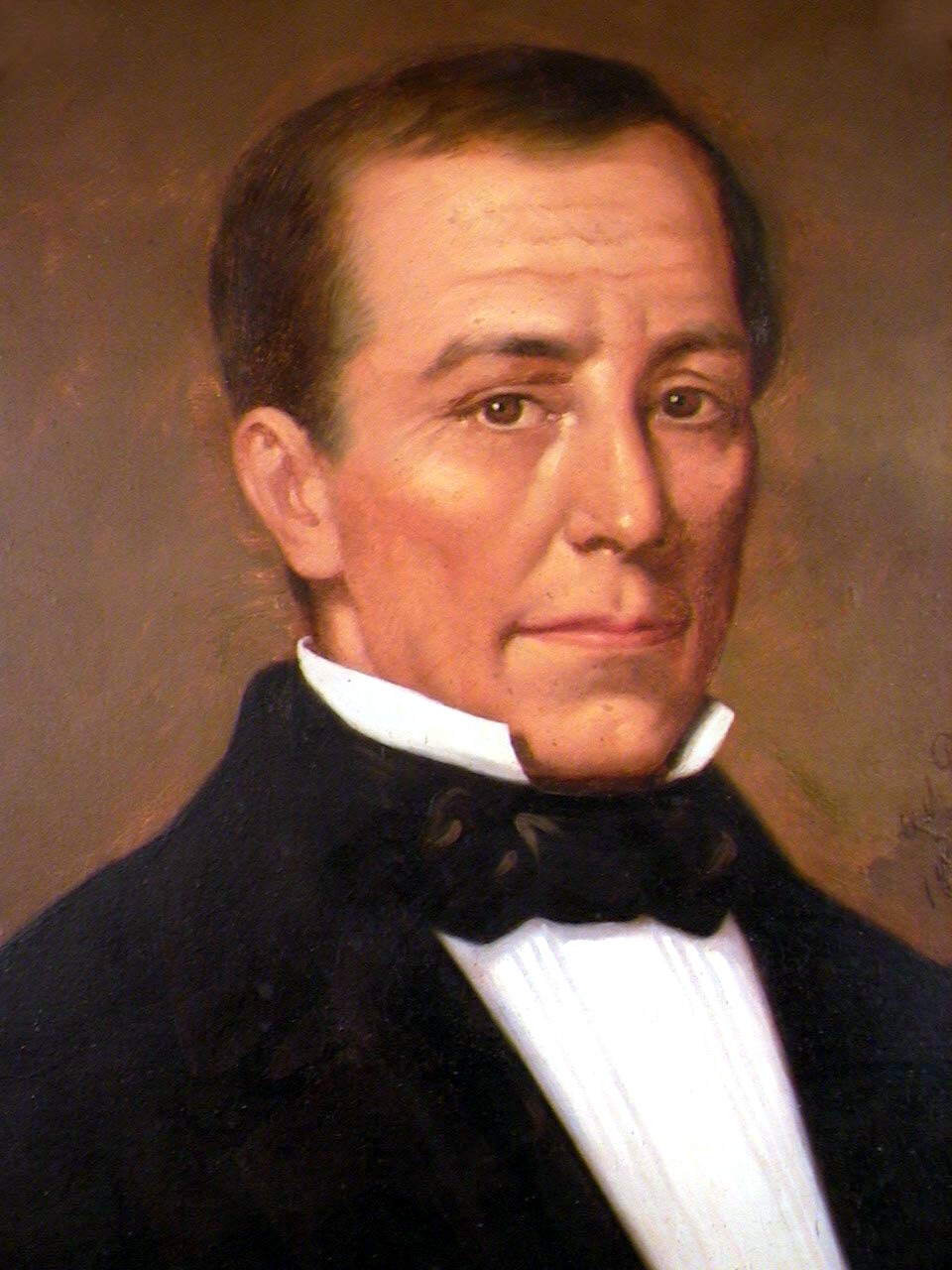
Harry von Arnim

Manuel Aguilar Chacón (* 12. August 1797 in San José (Costa Rica); † 15. Mai 1845 in Sonsonate (Departamento), El Salvador) war von 17. April 1837 bis 27. Mai 1838 Jefe de Estado von Costa Rica.

## Leben
Seine Eltern waren Josefa de la Luz Chacón y Aguilar und Miguel Antonio Aguilar y Fernández, welcher nach dem seine Frau gestorben war Priester wurde.
Manuel Aguilar Chacón heiratete am 4. August 1824 in León (Nicaragua), Inés Cueto y García de la Llana (* 1806 in León (Nicaragua); † 11. August 1861 in Alajuela), die Tochter von Teodora García de la Llana und Luis de Cueto y Cortés de la Quintana.
In der Ehe Aguilar-Cueto wurden vier Kinder geboren:
1. Mauro Antonio de Jesús (* 1826), verheiratet mit Rosa Guzmán y Guzmán, Tochter von Juan José Guzmán,
2. Juan Manuel (* 1828 † Kindheit),
3. Inés Antonia de Jesús (* 1830; † 1895), verheiratet mit Juan Rafael Mora Porras,
4. Manuel Antonio de Jesús (1832–1860).

Manuel Aguilar Chacón studierte Rechtswissenschaft an der Universität von León (Nicaragua), er schloss das Studium 1820 ab und wurde 1821 Licenciado, vor Gericht zugelassener Rechtsanwalt.
1824 wurde Manuel Aguilar Chacón Richter in Costa Rica. Er war Mitglied und Vorsitzender der verfassunggebenden Versammlung von 1824 bis 1825 und von 1825 bis 1827 Generalminister. 1926 war er Rektor des Casa de Enseñanza de Santo Tomás in 1826.
1828 war er Parlamentsabgeordneter für San José,
1828 wurde er in das Parlament der Zentralamerikanischen Konföderation gewählt, konnte das Mandat nicht wahrnehmen von 1832 bis 1833 war er Abgeordneter im Zentralamerikanischen Parlament.
1830 wurde er vom Parlament zum Präsidenten des obersten Gerichtshofes gewählt, er nahm die Wahl nicht an.
1833, als er Abgeordneter im Parlament der Zentralamerikanischen Konföderation in Guatemala-Stadt war, stimmte, unterstützt durch die Cabildos von San José und Alajuela, die Mehrheit der Cabildos für ihn als Jefe de Estado. Das Parlament wählte aber Rafael Luis José de Gallegos y Alvarado zum Jefe de Estado.
Manuel Aguilar Chacón kehrte am 21. November 1833 nach Costa Rica zurück und 1835 wurde er erneut zum Abgeordneten für San José für die Legislaturperiode 1835–1837 in das Parlament der Provinz Costa Rica gewählt welchem er 1835 vorsaß.
Als im März 1835 der designierte Stellvertreter des Jefe de Estado, Rafael Luis José de Gallegos y Alvarado, Nicolás Ulloa Soto sein Amt ablehnte, wählte das Parlament Manuel Aguilar Chacón zu Jefe de Estado welcher sich weigerte die Wahl anzunehmen.

## Jefe de Estado
Bei den Wahlen zum Jefe de Estado 1837 war er neben Braulio Carrillo Colina Kandidat.
Mit der Unterstützung der Cabildos von Alajuela, Cartago und Heredia wurde Manuel Aguilar Chacón bei den Wahlen 1837 zum Jefe de Estado für die Amtszeit von 1837 bis 1841 gewählt.
Sein Stellvertreter wurde Juan Mora Fernández. Beide traten ihre Ämter am 17. April 1837 in Heredia, welches nach dem Ley de Ambulancia zu dieser Zeit der Regierungssitz von Costa Rica war, an.
In seiner Regierungszeit wurde die Gesundheitsversorgung, das öffentliche Bildungswesen verbessert und der oberste Gerichtshof neu organisiert.
Wobei der Fokus auf dem Regierungssitz lag.
Die Anhänger von Braulio Evaristo Carrillo Colina opponierten gegen seine Regierung.
Im März 1838 reichte Manuel Aguilar Chacón sein Rücktrittsgesuch ein, welches vom Parlament abgelehnt wurde.
Braulio Evaristo Carrillo Colina putschte sich am 27. Mai 1838 an die Macht.
Manuel Aguilar Chacón ging zuerst nach El Salvador und später nach Guatemala ins Exil.
1843 wurde er Botschafter Guatemalas in Costa Rica und anschließend arbeitete er als Rechtsanwalt.
1845 entsandte ihn die Regierung von Costa Rica als Delegierten zu einer Dieta unionista centroamericana wie ein zentralamerikanisches
Gremium welches in Sonsonate 1846 vorgesehen war, genannt wurde.
Manuel Aguilar Chacón fuhr nach Sonsonate aber die Konferenz fand nicht statt. Stattdessen holte er sich eine Lungenentzündung an welcher er starb.